# ТКБ-517
ТКБ-517 (від рос. Тульское Конструкторское Бюро) — радянський автомат, розроблений Германом Олександровичем Коробовим в ЦКИБ СОО.

## Історія
Новий автомат з'явився розвитком серії ТКБ-454, перший автомат якої (ТКБ-454-43) була створена в 1947 році і мав автоматику на основі вільного затвора. У подальших варіантах (ТКБ-454-5, ТКБ-454-6, ТКБ-454-7А) Коробов перейшов до автоматики з напіввільним затвором через сильну загазованість первісної системи. У ході випробувань ТКБ-454 в 1952 році було встановлено його перевага над автоматом Калашникова: краща купчастість (1,3-1,9 раза для малодосвідчених стрільців), менша в 2 рази трудомісткість виробництва і менша на 0,5 кг маса.
У 1953 році Головне Артилерійське Управління видає тактико-технічні вимоги та організовує дослідно-конструкторські роботи зі створення нового уніфікованого стрілецького комплексу для Радянської армії, що складається з автомата та ручного кулемета. У ході виконання цих робіт Коробов створює ТКБ-517 на базі ТКБ-454. У січні-лютому 1957 року відбулися випробування, в ході яких автомату ТКБ-517 протистояв автомат Калашникова модернізований. Зразок Коробова мав перевагу по купчастості, в наступному році обидва автомата були відправлені на доопрацювання. Доопрацювання та випробування ТКБ-517 були визнані не доцільними, оскільки автомат Калашникова був освоєний у виробництві і перевірений у військах, що спрощувало прийняття на озброєння його модернізації.

## Конструкція
ТКБ-517 виконаний на основі автоматики з напіввільним затвором. Затворна група складається з легкого затвора і більш важкою затворної рами. На затворі встановлений двуплечий важіль, нижнім плечем при закритому положенні затвора впирається у ствольну коробку, а верхньою — у затворну раму. У момент постріла порохові гази починають тиснути на дно гільзи, рухаючи її назад у патроннику, через що вона тисне на дзеркало затвора. Верхнє плече важеля призводить затворну раму в рух. Через різницю плечей безпосередньо після пострілу затвор рухається повільно, на відміну від затворної рами. До того моменту, коли тиск у патроннику знижується до безпечного рівня, важіль-сповільнювач виходить із зачеплення і далі затвор з рамою затвора, стискаючи зворотну пружину рухаються разом. Стріляна гільза витягується і викидається, а коли затворна група йде назад, в патронник подається новий патрон. Рукоятка затвора нерухомо закріплена на рамі затвора справа.
Цівка — штамповане з стального аркуша. У конструкції УСМ є автоспуск, який грає роль межціклового сповільнювача й дозволяє заспокоювати коливання зброї. УСМ дозволяє вести вогонь як поодинокими, так і безперервними чергами. Запобіжник-перекладач розташований над спусковий скобою з правого боку ствольної коробки. Відкритий приціл з хитним цілком фіксувався по лунках на стінці ствольної коробки, дозволяючи стрільцям виставляти необхідну дальність на слух (по клацаннях).
Ручний кулемет ТКБ-523 відрізнявся більшою довжиною ствола, формою приклада і ємністю магазина.